# Amphiophiura concava
Amphiophiura concava is een slangster uit de familie Ophiuridae.
De wetenschappelijke naam van de soort werd in 1927 gepubliceerd door M. Hertz.